# Территориальное деление Набережных Челнов

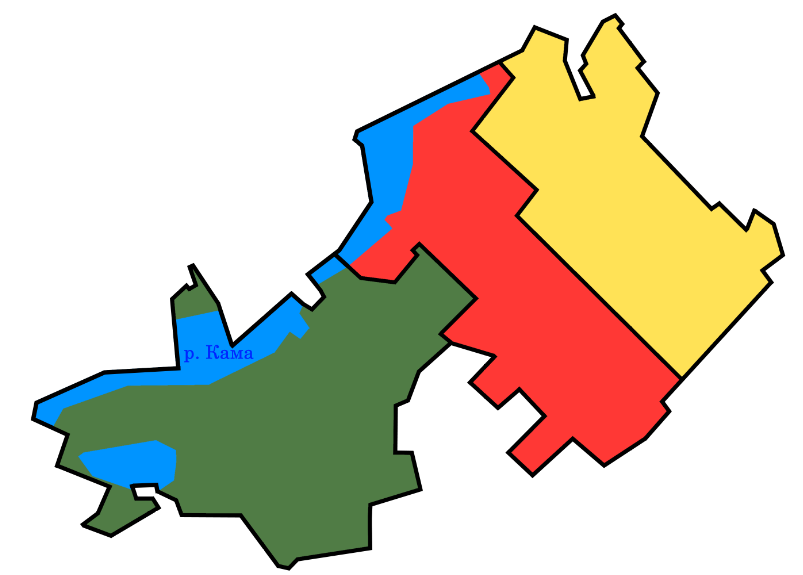
Районы Набережных Челнов
Автозаводский
Центральный
Комсомольский

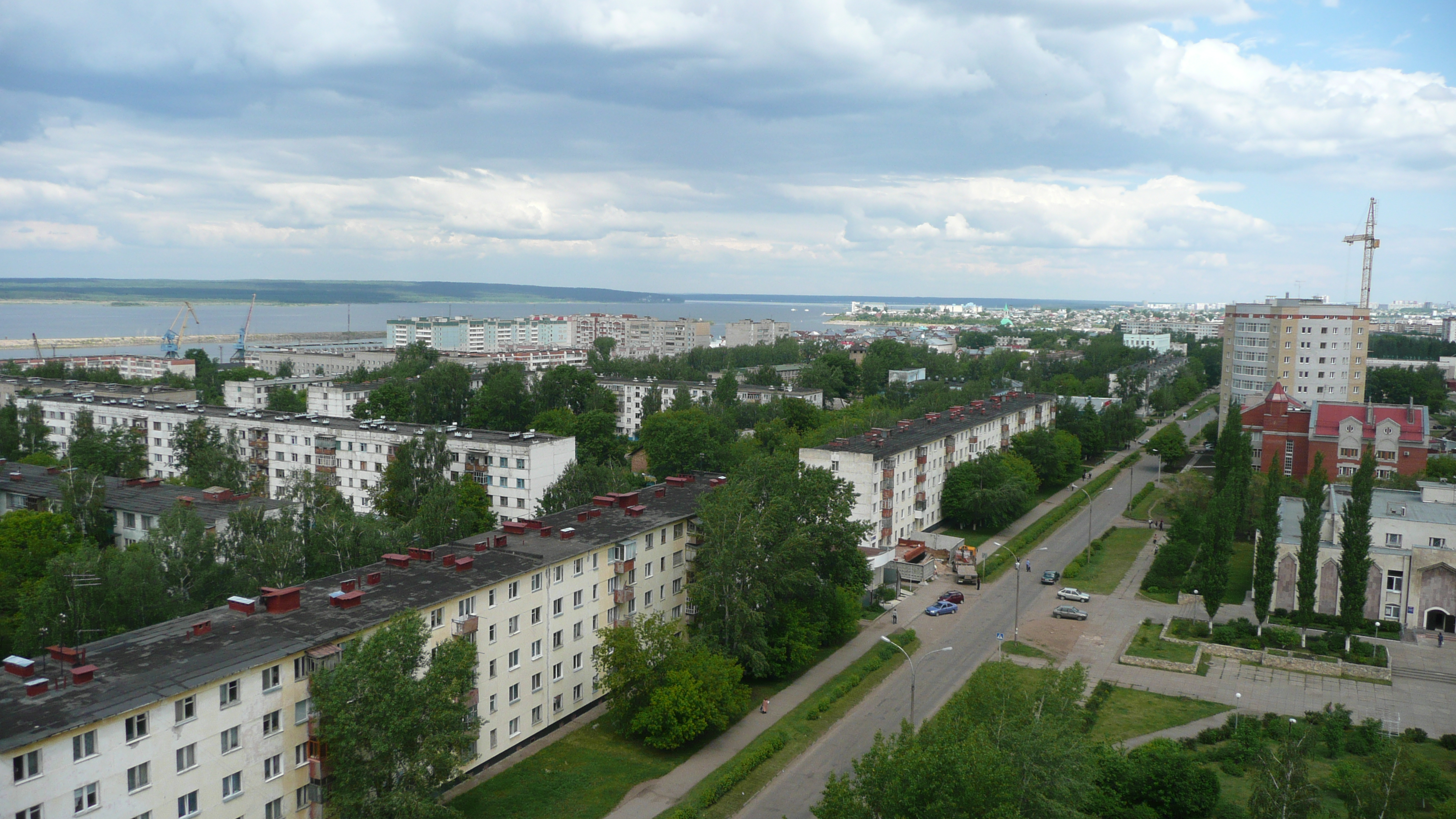
Комсомольский район. Посёлок ГЭС

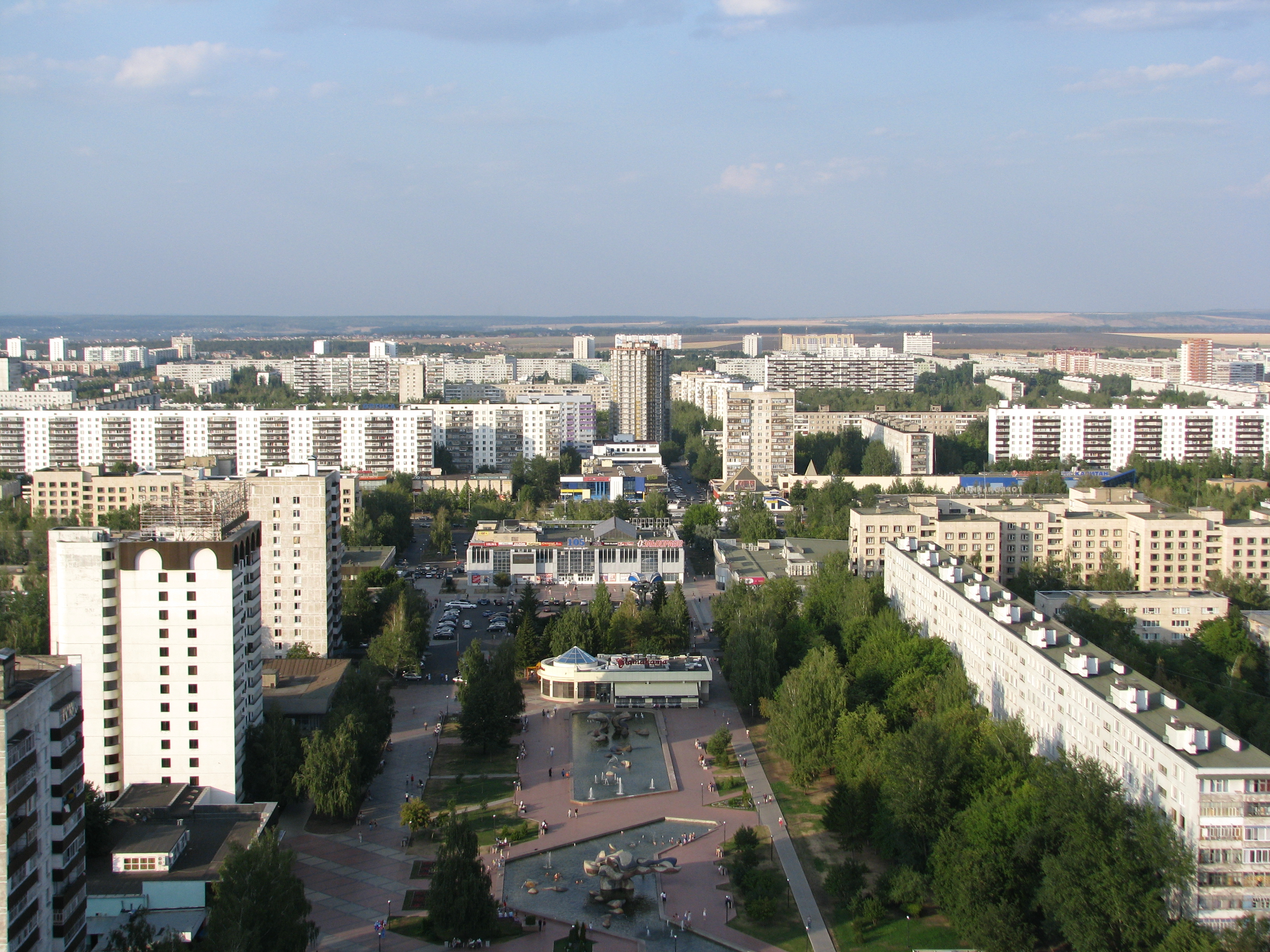
Центральный район. Бульвар Энтузиастов

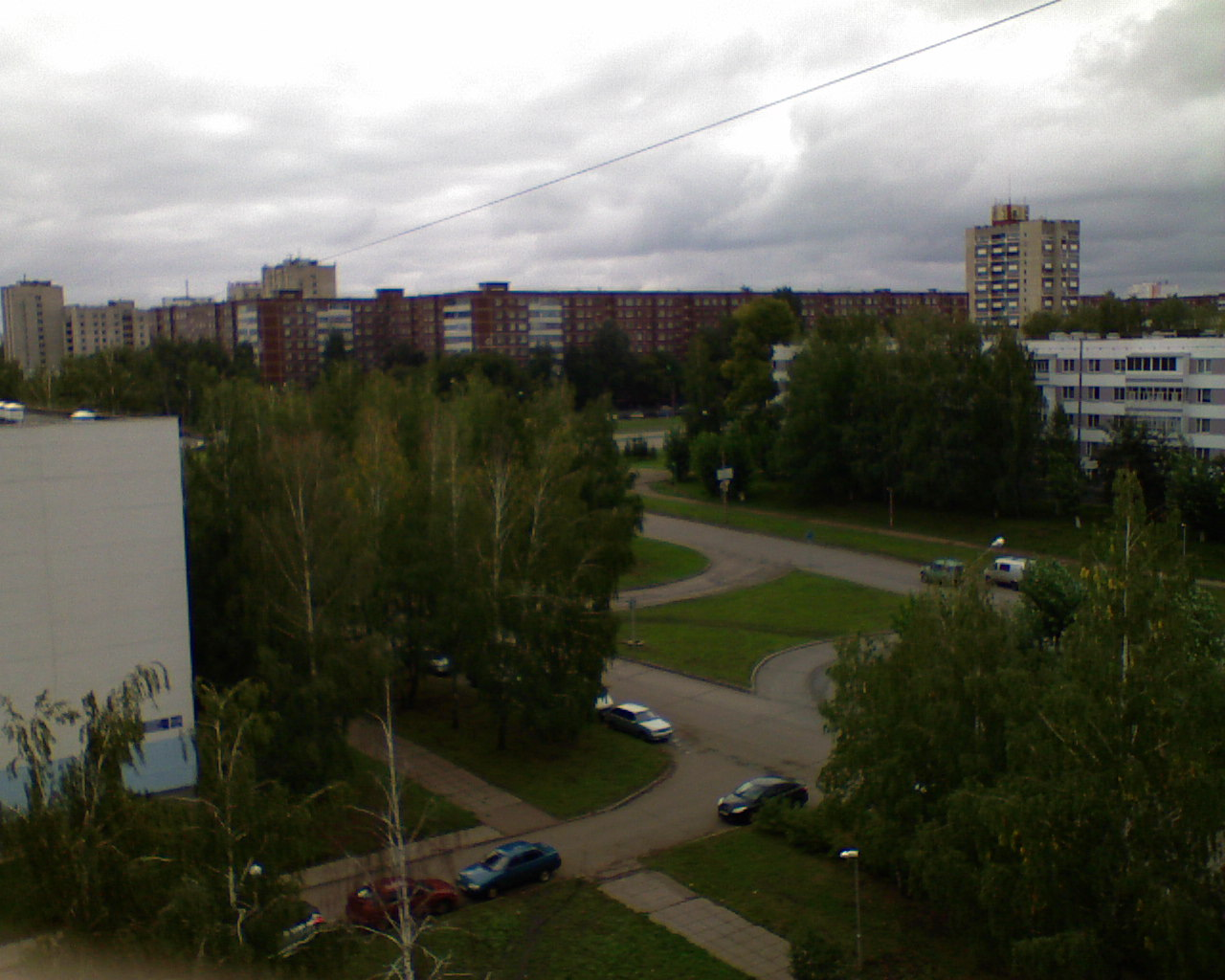
Автозаводский район

Набережные Челны, крупный город в Татарстане, территориально разделены на 3 района.
В рамках административно-территориального устройства области, Набережные Челны являются городом республиканского значения; в рамках организации местного самоуправления он образует муниципальное образование  город Набережные Челны  со статусом городского округа с единственным населённым пунктом в его составе.
Районы в городе не являются муниципальными образованиями.

## Районы
| № | Район         | Площадь (км²) | Население (чел.) |
| - | ------------- | ------------- | ---------------- |
| 1 | Автозаводский | 48,99         | 175 245          |
| 2 | Комсомольский | 67,94         | 135 466          |
| 3 | Центральный   | 53,03         | 198 000          |

Граница между Комсомольским и Центральным районами проходит по автодороге № 4 до транспортной развязки «Орловское кольцо», далее по автодороге № 1 до улицы Королёва, далее по улице Королёва до проспекта Чулман, далее на юго-запад по продолжению проспекта Чулман до продолжения улицы Нариманова, далее по продолжению улицы Нариманова в сторону реки Камы;
Граница между Автозаводским и Центральным районами проходит по автодороге № 2, далее по проспекту Х. Туфана до Московского проспекта, далее по Московскому проспекту до проспекта Вахитова, далее по проспекту Вахитова до реки Камы.
Границы районов Набережных Челнов определены согласно решению Городского Совета Муниципального образования города Набережные Челны «О делении территории города Набережные Челны на территориальные единицы и установлении границ районов города» от 10 февраля 2006 года.

## Микрорайоны и комплексы

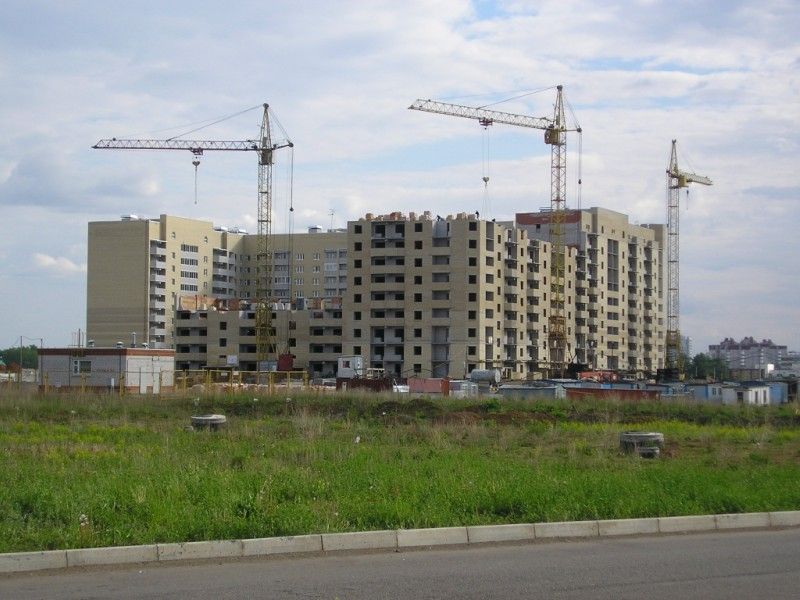
Строительство нового 65-го комплекса (микрорайона Яшьлек) в Автозаводском районе

В Комсомольский район входят посёлки ГЭС, ЗЯБ, Сидоровка, Суровка, Орловка, Элеваторная гора, микрорайон Замелекесье, 32 и 62 комплексы, БСИ, Энергорайон.
В Центральный район входят 1-19, 31, 36-45, 55, 56, 58, 59, 60  комплексы, Медгородок, промышленные и коммунальные объекты, расположенные к юго-западу от автодороги № 2.
В Автозаводский район входят 20-30, 46-54  комплексы, 50А, 65 (микрорайон «Яшьлек»), 67А, 68, 70А, 71 районы малоэтажной жилой застройки, промышленные и коммунальные объекты, расположенные к северо-востоку от автодороги № 2, Тогаевский карьер.
По устоявшейся традиции в Набережных Челнах жилые микрорайоны обозначены комплексами. В городе на данный момент действует двойная адресация: каждый дом имеет номер по улице (этот адрес записывается в графе регистрации в паспорте) и так называемый строительный адрес («адрес по комплексу»).
Это название сохранилось со времени строительства, когда каждым микрорайоном занималась отдельная строительная бригада, строившая одновременно несколько жилых домов и зданий бытового назначения — школу, детский сад, магазин, — то есть полноценный жилой комплекс. Называть адрес по названию улицы в Набережных Челнах не принято, поэтому иногда жители не знают своего адреса по улице.
Однако в Комсомольском районе и Центральном есть комплексы с одинаковыми номерами, поэтому во избежание почтовых коллизий надо либо использовать адрес по улице, либо дополнительно указывать район города. Например: «г. Набережные Челны, Новый город, д. 1/11, кв. 39.» Коллизия частично разрешается для домов с номерами меньшими десяти, в Центральном районе к номеру такого дома спереди дописывается ноль. Например, 4-й дом 1-го комплекса в Комсомольском районе будет иметь номер 1/4, а в Центральном — 1/04.

## История
В 1970-е годы в связи со строительством автомобильного завода КамАЗ и расширением территории и населения города, в Набережных Челнах были выделены районы города: Автозаводский и Комсомольский. В 1994 году они были упразднены. В 2006 году районы были восстановлены как территориальные единицы, при этом юго-западная половина прежнего Автозаводского района была выделена в отдельный Центральный район города.